# Ving Rhames
Irving Rameses (Ving) Rhames (New York, 12 mei 1959) is een Amerikaans acteur. Hij won in 1998 een Golden Globe voor het spelen van bokspromotor Don King in de televisiefilm Don King: Only in America, waarvoor hij tevens genomineerd werd voor onder meer een Emmy Award.

## Biografie
Rhames besloot op jonge leeftijd om acteur te worden. Na de middelbare school werd hij aangenomen voor een opleiding aan de Julliard School of Drama, een befaamde toneelschool. In de eerste jaren na zijn opleiding speelde hij voornamelijk in theaterproducties, zoals The Winter Boys (1984). Ook speelde hij een aantal keren in televisieseries als Miami Vice en Another World.
In de jaren negentig richtte Rhames zich meer op films. Zo speelde hij onder andere in films als Casualties of War en Jacob's Ladder. Zijn rol als Marsellus Wallace in Pulp Fiction (1994) zorgde voor de doorbraak van Rhames in Hollywood. Dit opende de deur naar rollen in grote producties als Mission: Impossible I (1996) en Con Air (1997). Naast Tom Cruise is Rhames als enige acteur in alle delen van Mission Impossible te zien.
In 2005 speelde hij in de remake van de televisieserie Kojak; afgezien van het kale hoofd, de lolly's en de catchphrase “Who loves ya baby?” was het een ander personage. 